# Liste des résolutions du Conseil de sécurité des Nations unies adoptées en 2018
Les résolutions du Conseil de sécurité des Nations unies sont les décisions qui sont votées par le Conseil de sécurité des Nations unies.
Une telle résolution est acceptée si au moins neuf des quinze membres (depuis le 17 décembre 1963, 11 membres avant cette date) votent en sa faveur et si aucun des membres permanents qui sont la Chine, les États-Unis, la France, le Royaume-Uni et la Russie n'émet de vote contre (qui est désigné couramment comme un veto).

## Résolutions 2398 à 2399
- Résolution 2398 : La situation à Chypre (adoptée le 30 janvier 2018)
- Résolution 2399 : La situation en République centrafricaine (adoptée le 30 janvier 2018)

## Résolutions 2400 à 2409
- Résolution 2400 : Rapports du Secrétaire général sur le Soudan et le Soudan du Sud (adoptée le 8 février 2018)
- Résolution 2401 : La situation au Moyen-Orient (adoptée le 24 février 2018)
- Résolution 2402 : La situation au Moyen-Orient (adoptée le 26 février 2018)
- Résolution 2403 : Date de l’élection à un siège vacant de la Cour internationale de Justice (adoptée le 28 février 2018)
- Résolution 2404 : La situation en Guinée-Bissau (adoptée le 28 février 2018)
- Résolution 2405 : La situation en Afghanistan  (adoptée le 8 mars 2018)
- Résolution 2406 : Rapports du Secrétaire général sur le Soudan et le Soudan du Sude (adoptée le 15 mars 2018)
- Résolution 2407 : Non-prolifération : République populaire démocratique de Corée (adoptée le 21 mars 2018)
- Résolution 2408 : La situation en Somalie (adoptée le 27 mars 2018)
- Résolution 2409 : La situation concernant la République démocratique du Congo (adoptée le 27 mars 2018)

## Résolutions 2410 à 2419
- Résolution 2410 : La question concernant Haïti (adoptée le 10 avril 2018)
- Résolution 2411 :  	Rapports du Secrétaire général sur le Soudan et le Soudan du Sud (adoptée le 13 avril 2018)
- Résolution 2412 :  	Rapports du Secrétaire général sur le Soudan et le Soudan du Sud (adoptée le 23 avril 2018)
- Résolution 2413 : Consolidation de la paix et pérennisation de la paix (adoptée le 26 avril 2018)
- Résolution 2414 : La situation concernant le Sahara occidental (adoptée le 27 avril 2018)
- Résolution 2415 : La situation en Somalie (adoptée le 15 mai 2018)
- Résolution 2416 : Rapports du Secrétaire général sur le Soudan et le Soudan du Sud (adoptée le 15 mai 2018)
- Résolution 2417 : Protection des civils en période de conflit armé (adoptée le 24 mai 2018)
- Résolution 2418 : Rapports du Secrétaire général sur le Soudan et le Soudan du Sud (adoptée le 31 mai 2018)
- Résolution 2419 : Menaces contre la paix et la sécurité internationales (adoptée le 6 juin 2018)

## Résolutions 2420 à 2429
- Résolution 2420 : La situation en Libye (adoptée le 11 juin 2018)
- Résolution 2421 : La situation concernant l’Iraq (adoptée le 14 juin 2018)
- Résolution 2422 : Mécanisme international appelé à exercer les fonctions résiduelles des Tribunaux pénaux (adoptée le 27 juin 2018)
- Résolution 2423 : La situation au Mali (adoptée le 28 juin 2018)
- Résolution 2424 : La situation concernant la République démocratique du Congo (adoptée le 29 juin 2018)
- Résolution 2425 : Rapports du Secrétaire général sur le Soudan et le Soudan du Sud (adoptée le 29 juin 2018)
- Résolution 2426 : La situation au Moyen-Orient (adoptée le 29 juin 2018)
- Résolution 2427 : Le sort des enfants en temps de conflit armé (adoptée le 9 juillet 2018)
- Résolution 2428 : Rapports du Secrétaire général sur le Soudan et le Soudan du Sud (adoptée le 13 juillet 2018)
- Résolution 2429 : Rapports du Secrétaire général sur le Soudan et le Soudan du Sud (adoptée le 13 juillet 2018)

## Résolutions 2430 à 2439
- Résolution 2430 : La situation à Chypre (adoptée le 26 juillet 2018)
- Résolution 2431 : La situation en Somalie (adoptée le 30 juillet 2018)
- Résolution 2432 : La situation au Mali (adoptée le 30 août 2018)
- Résolution 2433 : La situation au Moyen-Orient (adoptée le 30 août 2018)
- Résolution 2434 : La situation en Libye (adoptée le 14 septembre 2018)
- Résolution 2435 : Lettres identiques datées du 19 janvier 2016, adressées au Secrétaire général et au Président du Conseil de sécurité par la Représentante permanente de la Colombie auprès de l'Organisation des Nations unies (S/2016/53) (adoptée le 14 septembre 2018)
- Résolution 2436 : Opérations de maintien de la paix des Nations unies (adoptée le 21 septembre 2018)
- Résolution 2437 : Menaces contre la paix et la sécurité internationales (adoptée le 3 octobre 2018)
- Résolution 2438 : Rapports du Secrétaire général sur le Soudan et le Soudan du Sud (adoptée le 11 octobre 2018)
- Résolution 2439 : Paix et sécurité en Afrique (adoptée le 30 octobre 2018)

## Résolutions 2440 à 2449
- Résolution 2440 : La situation concernant le Sahara occidental (adoptée le 31 octobre 2018)
- Résolution 2441 : La situation en Libye (adoptée le 5 novembre 2018)
- Résolution 2442 : La situation en Somalie (adoptée le 6 novembre 2018)
- Résolution 2443 : La situation en Bosnie-Herzégovine (adoptée le 6 novembre 2018)
- Résolution 2444 : La situation en Somalie (adoptée le 14 novembre 2018)
- Résolution 2445 : Rapports du Secrétaire général sur le Soudan et le Soudan du Sud (adoptée le 15 novembre 2018)
- Résolution 2446 : La situation en République centrafricaine (adoptée le 15 novembre 2018)
- Résolution 2447 : Opérations de maintien de la paix des Nations unies (adoptée le 13 décembre 2018)
- Résolution 2448 : La situation en République centrafricaine (adoptée le 13 décembre 2018)
- Résolution 2449 : La situation au Moyen-Orient (adoptée le 13 décembre 2018)

## Résolutions 2450 à 2451
- Résolution 2450 : La situation au Moyen-Orient  (adoptée le 21 décembre 2018)
- Résolution 2451 : La situation au Moyen-Orient  (adoptée le 21 décembre 2018)